# Thyrosticta tollinii
Thyrosticta tollinii is een vlinder uit de familie van de spinneruilen (Erebidae). De wetenschappelijke naam van de soort werd in 1870 als Glaucopis tollinii gepubliceerd door Adolph Keferstein.
De soort komt voor in Madagaskar.